# The Kropotkins
The Kropotkins je americká hudební skupina, kterou vede houslista David Soldier. Dále s ní vystupují zpěvačka a kytaristka Lorette Velvette, houslista Charlie Burnham, kytarista Mark Deffenbaugh, klávesista Alex Greene, perkusionista Jonathan Kane a Ron Franklin. Své první album nazvané The Kropotkins skupina vydala v roce 1995. Na albu Five Points Crawl, které vyšlo v roce 2000, se vedle členů kapely podílela také bubenice Maureen Tuckerová. Další album nazvané Paradise Square skupina vydala roku 2009 a vedle jiných na něm hrál B. J. Cole. Album Portents of Love z roku 2015 produkoval Bob Neuwirth. Svůj název si skupina zvolila podle ruského revolucionáře Petra Kropotkina.

## Diskografie
- The Kropotkins (1995)
- Five Points Crawl (2000)
- Paradise Square (2009)
- Portents of Love (2015)